# La fièvre monte à El Pao
La fièvre monte à El Pao is een Frans-Mexicaanse dramafilm uit 1959 onder regie van Luis Buñuel.

## Verhaal
Na de moord op de gouverneur van een gevangenenkolonie neemt diens secretaris Ramón Vázquez tijdelijk zijn functie over. Ramón is een idealist, die het lot van de gevangenen wil verbeteren. Hij begint ook een affaire met Inés, de gouverneursweduwe. De nieuwe gouverneur deelt de idealistische ideeën van Ramón niet. Hij dreigt hem te arresteren, als Inés zijn maîtresse niet wordt. In de kolonie bereiden de gevangenen intussen een revolte voor.

## Rolverdeling
| Acteur              | Personage                 |
| ------------------- | ------------------------- |
| Gérard Philipe      | Ramón Vázquez             |
| María Félix         | Inés Vargas               |
| Jean Servais        | Alejandro Gual            |
| Miguel Ángel Ferriz | Gouverneur Mariano Vargas |
| Raúl Dantés         | Luitenant García          |
| Domingo Soler       | Professor Juan Cárdenas   |
| Víctor Junco        | Indarte                   |
| Roberto Cañedo      | Kolonel Olivares          |